# Liste des chefs d'État du Guyana
Cet article présente la liste des chefs d'État du Guyana depuis l'indépendance du pays en 1966. Cette fonction a d'abord été remplie par la reine du Guyana, représentée par un gouverneur général, puis par le président de la république coopérative du Guyana après la proclamation de la république en 1970.

## Royaume (1966-1970)

### Reine
| No | Portrait     | Nom                      | Début du règne | Fin du règne    | Dynastie | Notes                  |
| -- | ------------ | ------------------------ | -------------- | --------------- | -------- | ---------------------- |
| 1  | Élisabeth II | Élisabeth II (1926-2022) | 26 mai 1966    | 23 février 1970 | Windsor  | Chef d'État nominatif. |

### Gouverneurs généraux
| No | Portrait | Nom                            | Début du mandat  | Fin du mandat    | Premier ministre | Notes             |
| -- | -------- | ------------------------------ | ---------------- | ---------------- | ---------------- | ----------------- |
| 1  |          | Sir Richard Luyt (1915-1994)   | 26 mai 1966      | 16 décembre 1966 | Forbes Burnham   |                   |
| 2  |          | Sir David Rose (1923-1969)     | 16 décembre 1966 | 10 novembre 1969 | Forbes Burnham   | Mort en fonction. |
| 3  |          | Sir Edward Luckhoo (1912-1998) | 10 novembre 1969 | 23 février 1970  | Forbes Burnham   |                   |

## République (depuis 1970)
| No | Portrait | Nom                            | Début du mandat  | Fin du mandat    | Premiers ministres          | Notes                  |
| -- | -------- | ------------------------------ | ---------------- | ---------------- | --------------------------- | ---------------------- |
| –  |          | Sir Edward Luckhoo (1912-1998) | 23 février 1970  | 17 mars 1970     | Forbes Burnham              | Président par intérim. |
| 1  |          | Arthur Chung (1918-2008)       | 17 mars 1970     | 6 octobre 1980   | Forbes Burnham              |                        |
| 2  |          | Forbes Burnham (1923-1985)     | 6 octobre 1980   | 6 août 1985      | Ptolemy Reid Desmond Hoyte  | Mort en fonction.      |
| 3  |          | Desmond Hoyte (1929-2002)      | 6 août 1985      | 10 octobre 1992  | Hamilton Green              |                        |
| 4  |          | Cheddi Jagan (1918-1997)       | 13 octobre 1992  | 6 mars 1997      | Samuel Hinds                | Mort en fonction.      |
| 5  |          | Samuel Hinds (né en 1943)      | 6 mars 1997      | 19 décembre 1997 | Janet Jagan                 |                        |
| 6  |          | Janet Jagan (1920-2009)        | 19 décembre 1997 | 11 août 1999     | Samuel Hinds Bharrat Jagdeo |                        |
| 7  |          | Bharrat Jagdeo (né en 1964)    | 11 août 1999     | 3 décembre 2011  | Samuel Hinds                |                        |
| 8  |          | Donald Ramotar (né en 1950)    | 3 décembre 2011  | 16 mai 2015      | Samuel Hinds                |                        |
| 9  |          | David Granger (né en 1945)     | 16 mai 2015      | 2 août 2020      | Moses Nagamootoo            |                        |
| 10 |          | Irfaan Ali (né en 1980)        | 2 août 2020      | En fonction      | Mark Phillips               |                        |